# Mishake Muyongo
Albert Mishake Muyongo (Linyanti, 28 aprile 1944) è un rivoluzionario e politico namibiano.
Uno dei capi del movimento indipendentista della Namibia, combatté prima contro l'Unione Sudafricana e in seguito contro la Namibia stessa, tentando di far ottenere l'indipendenza alla sua regione natale del Dito di Caprivi. Dopo la sconfitta nel conflitto del Caprivi, vive in esilio.

## Biografia
Di etnia Mafwe, fu educato cattolico. Nel 1964 fu tra i fondatori del Caprivi African National Union (CANU), movimento indipendentista che si opponeva al controllo sudafricano della Namibia. Divenne quindi uno dei capi ribelli nella guerra di indipendenza della Namibia, e come ritorsione suo padre Simeon Muyongo fu ucciso nel 1968 nel massacro di Singalamwe dall'esercito sudafricano.
Muyongo e il CANU si allearono con l'Organizzazione Popolare dell'Africa del Sud-Ovest di Sam Nujoma, e insieme formarono una coalizione indipendentista per meglio affrontare i sudafricani, con a capo Nujoma e Muyongo come suo vice. All'indipendenza della Namibia nel 1990, divenne membro dell'Assemblea nazionale namibiana.
Durante gli anni 1990 i rapporti tra Nujoma e Muyongo si guastarono, soprattutto dopo le elezioni generali in Namibia del 1994, che videro il primo sconfiggere il secondo con ampio margine. Muyongo divenne sempre meno collaborativo col governo di Windhoek e sempre più simpatizzante degli indipendentisti della sua regione natale, il Dito di Caprivi. Infine, nel 1998 rientrò nella sua terra natia e organizzò il Caprivi Liberation Army, milizia indipendentista armata che l'anno successivo acuì il latente conflitto del Caprivi, tentando di conquistare il capoluogo Katima Mulilo. L'assalto fallì, e Muyongo fu destituito dal suo ruolo di parlamentare e costretto a fuggire in esilio in Danimarca, dove vive.